# Talaga Sari
Talaga Sari is een bestuurslaag in het regentschap Tangerang van de provincie Banten, Indonesië. Talaga Sari telt 19.310 inwoners (volkstelling 2010).